# Nuoto ai XIII Giochi del Mediterraneo
Il nuoto ai Giochi del Mediterraneo 1997 si è svolto a Bari dal 13 al 25 giugno e ha visto lo svolgimento di 31 gare, 16 maschili e 15 femminili.

## Medagliere
| Posizione | Paese      |    |    |    | Totale |
| --------- | ---------- | -- | -- | -- | ------ |
| 1         | Italia     | 16 | 7  | 8  | 31     |
| 2         | Francia    | 9  | 5  | 8  | 22     |
| 3         | Spagna     | 3  | 7  | 10 | 20     |
| 4         | Egitto     | 2  | 1  | 0  | 3      |
| 5         | Algeria    | 1  | 1  | 0  | 2      |
| 6         | Croazia    | 0  | 4  | 1  | 5      |
| 7         | Grecia     | 0  | 3  | 1  | 4      |
| 8         | Slovenia   | 0  | 3  | 0  | 3      |
| 9         | Jugoslavia | 0  | 0  | 2  | 2      |
| 10        | Cipro      | 0  | 0  | 1  | 1      |
| 10        | Turchia    | 0  | 0  | 1  | 1      |
| Totale    | Totale     | 31 | 31 | 32 | 94     |

## Podi

### Uomini
| Evento               | Oro                                                                             | Perform.  | Argento                                                                              | Perform.  | Bronzo                                                                 | Perform.  |
| Stile libero         |                                                                                 |           |                                                                                      |           |                                                                        |           |
| 50 m                 | Julien Sicot                                                                    | 22"97     | Salim Iles                                                                           | 23"24     | Stavros Michalidis Lorenzo Vismara                                     | 23"28     |
| 100 m                | Salim Iles                                                                      | 50”62     | Massimiliano Rosolino                                                                | 51”23     | Julien Sicot                                                           | 51”56     |
| 200 m                | Massimiliano Rosolino                                                           | 1'49”48   | Dimitrios Manganas                                                                   | 1'52”89   | Javier Botello                                                         | 1'52”94   |
| 400 m                | Emiliano Brembilla                                                              | 3'49”32   | Massimiliano Rosolino                                                                | 3'54”92   | Dimitrios Manganas                                                     | 3'57”67   |
| 1500 m               | Emiliano Brembilla                                                              | 15'22”27  | Marco Formentini                                                                     | 15'22”73  | Fernando Gómez                                                         | 15'46”51  |
| Dorso                |                                                                                 |           |                                                                                      |           |                                                                        |           |
| 100 m                | Emanuele Merisi                                                                 | 56”45     | Gordan Kožulj                                                                        | 57”02     | Derya Büyükunçu                                                        | 57”03     |
| 200 m                | Emanuele Merisi                                                                 | 2'01”49   | Marko Strahija                                                                       | 2'01”79   | Stefano Battistelli                                                    | 2'02”09   |
| Rana                 |                                                                                 |           |                                                                                      |           |                                                                        |           |
| 100 m                | Domenico Fioravanti                                                             | 1'02”29   | Stephan Perrot                                                                       | 1'02”57   | Jean-Christophe Sarnin                                                 | 1'03”29   |
| 200 m                | Stephan Perrot                                                                  | 2'13”76   | Domenico Fioravanti                                                                  | 2'15”17   | Jean-Christophe Sarnin                                                 | 2'15”81   |
| Farfalla             |                                                                                 |           |                                                                                      |           |                                                                        |           |
| 100 m                | Franck Esposito                                                                 | 53”80     | Miloš Miloševic                                                                      | 55”02     | Vladan Markovic                                                        | 55”09     |
| 200 m                | Franck Esposito                                                                 | 1'59”92   | Massimiliano Eroli                                                                   | 2'01”00   | Vladan Markovic                                                        | 2'02”65   |
| Misti                |                                                                                 |           |                                                                                      |           |                                                                        |           |
| 200 m                | Xavier Marchand                                                                 | 2'03”97   | Massimiliano Rosolino                                                                | 2'04”94   | Kresimir Cac                                                           | 2'06”95   |
| 400 m                | Massimiliano Eroli                                                              | 4'22”82   | Kresimir Cac                                                                         | 4'27”36   | Frederik Hviid                                                         | 4'27”58   |
| Staffette            |                                                                                 |           |                                                                                      |           |                                                                        |           |
| 4x100 m stile libero | Italia Andrea Iemmi Alessandro Bacchi Lorenzo Vismara Massimiliano Rosolino     | 3'25”87   | Francia Julien Sicot Ludovic depickère Pierrick Chavatte Romain Barnier              | 3'26”68   | Spagna Javier Botello Guillermo Sanchez Mariano Jimenez Juan Benavides | 3'26”78   |
| 4x200 m stile libero | Italia Paolo Ghiglione Emiliano Brembilla Emanuele Idini Massimiliano Rosolino  | 7'23”33   | Grecia Dimitrios Manganas Nikos Paraskevopoulos Dimitris Antonokakis Pashalis Datsos | 7'28”52   | Spagna Guillermo Sanchez Luis Rodriguez Fernando Gómez Javier Botello  | 7'34”70   |
| 4x100 m misti        | Italia Emanuele Merisi Domenico Fioravanti André Gusperti Massimiliano Rosolino | 3'44”60   | Francia Romain Barnier Stephan Perrot Franck Esposito Julien Sicot                   | 3'44”66   | Spagna David Ortega Ismael Garcia Juan Ramón Fernández Javier Botello  | 3'46”18   |
| Nuoto di fondo       |                                                                                 |           |                                                                                      |           |                                                                        |           |
| 15 km                | Stéphane Lecat                                                                  | 3h 09'15” | Fabio Fusi                                                                           | 3h 10'39" | Massimiliano Parla                                                     | 3h 13'14" |

### Donne
| Evento               | Oro                                                                        | Perform.  | Argento                                                           | Perform.  | Bronzo                                                                  | Perform.  |
| Stile libero         |                                                                            |           |                                                                   |           |                                                                         |           |
| 50 m                 | Rania El Wani                                                              | 25”90     | Metka Sparavec                                                    | 25”98     | Claudia Franco                                                          | 26”34     |
| 100 m                | Rania El Wani                                                              | 55”90     | Claudia Franco                                                    | 56”97     | Solenne Figuès                                                          | 57"12     |
| 200 m                | Solenne Figuès                                                             | 2'02”72   | Rania El Wani                                                     | 2'03”33   | Laura Roca                                                              | 2'03”41   |
| 400 m                | Laura Roca                                                                 | 4'19”50   | Laetitia Choux                                                    | 4'20”07   | Viola Valli                                                             | 4'21”59   |
| 800 m                | Sarai Justes                                                               | 8'55”21   | María Ángeles Bardina                                             | 8'56”69   | Viola Valli                                                             | 9'00”17   |
| Dorso                |                                                                            |           |                                                                   |           |                                                                         |           |
| 100 m                | Roxana Maracineanu                                                         | 1'03”11   | Ivette María Tato                                                 | 1'04”00   | Hélène Ricardo                                                          | 1'04”84   |
| 200 m                | Laura Porchianello                                                         | 2'15”03   | Roxana Maracineanu                                                | 2'15”52   | Hélène Ricardo                                                          | 2'16”47   |
| Rana                 |                                                                            |           |                                                                   |           |                                                                         |           |
| 100 m                | Manuela Dalla Valle                                                        | 1'11”14   | Nataša Kejžar                                                     | 1'11”74   | Federica Biscia                                                         | 1'12”52   |
| 200 m                | Federica Biscia                                                            | 2'33”89   | Nataša Kejžar                                                     | 2'34”82   | Lourdes Becerra                                                         | 2'35”72   |
| Farfalla             |                                                                            |           |                                                                   |           |                                                                         |           |
| 100 m                | Ilaria Tocchini                                                            | 1'01”19   | María Peláez                                                      | 1'01”54   | Francesca Bugamelli                                                     | 1'02”28   |
| 200 m                | Paola Cavallino                                                            | 2'14”79   | Bárbara Franco                                                    | 2'15”18   | Veronica Rodà                                                           | 2'15”81   |
| Misti                |                                                                            |           |                                                                   |           |                                                                         |           |
| 200 m                | Nadège Cliton                                                              | 2'19”10   | Ekaterini Sarakatsani                                             | 2'19”43   | María Peláez                                                            | 2'19”62   |
| 400 m                | Nadège Cliton                                                              | 4'51”99   | Lourdes Becerra                                                   | 4'52”27   | Laura Porchianello                                                      | 4'55”86   |
| Staffette            |                                                                            |           |                                                                   |           |                                                                         |           |
| 4x100 m stile libero | Spagna Blanca Ceron Fatima Madrid Ana Palomo Claudia Franco                | 3'48”86   | Italia Karina Vanni Cecilia Vianini Cristina Chiuso Viviana Susin | 3'49”82   | Francia Solenne Figuès Marianne Leverge Ludivine Chouipe Hélène Ricardo | 3'50”91   |
| 4x100 m misti        | Italia Francesca Bissoli Manuela Dalla Valle Ilaria Tocchini Viviana Susin | 4'12”59   | Spagna Ivette María Tato Rosario Zazo María Pelaez Claudia Franco | 4'15”86   | Francia Roxanna Maracineanu Karine Bremond Nadege Cliton Solenne Figuès | 4'21”67   |
| Nuoto di fondo       |                                                                            |           |                                                                   |           |                                                                         |           |
| 15 km                | Valeria Casprini                                                           | 3h 17'27” | Gaia Naldini                                                      | 3h 27'35" | Petra Banović                                                           | 3h 35'44" |